# The Latent Spark (film 1913)
The Latent Spark è un cortometraggio muto del 1913 diretto da Wallace Reid.

## Produzione
Il film fu prodotto dall'American Film Manufacturing Company come Flying A.

## Distribuzione
Distribuito dalla Mutual Film, il film - un cortometraggio in una bobina - uscì nelle sale cinematografiche USA il 27 gennaio 1913 e in quelle britanniche il 26 marzo 1913.
Copia della pellicola viene conservata negli archivi della Library of Congress.